# Bataille d'Islandbridge
La bataille d'Islandbridge, ou bataille d'Áth Cliath, se déroule le 14 septembre 919 près d'Islandbridge (en), en Irlande. Elle se solde par une victoire des Vikings menés par Sihtric Cáech sur une coalition de rois irlandais dont six trouvent la mort sur le champ de bataille, parmi lesquels le haut-roi Niall Glúndub.

## Contexte
Après avoir été expulsés de Dublin par les Irlandais en 902, les Vikings reviennent en 914, marquant le début de la seconde vague viking en Irlande. Ils attaquent notamment Waterford et Limerick. En 917, les chefs vikings Ragnall etSihtric Cáech débarquent respectivement à Waterford et à Cenn Fuait, dans le Leinster. Les rois irlandais qui se dressent contre eux sont refoulés : le haut-roi Niall Glúndub est battu par Ragnall à la bataille de Mag Femen (en), tandis que Sihtric tue Augaire mac Aililla, roi de Leinster, à la bataille de Confey (en). À la suite de sa victoire, Sihtric marche sur Dublin, dont il se proclame roi.

## La bataille
En 919, Niall Glúndub réunit une coalition de rois irlandais pour affronter Sihtric et le chasser de Dublin. Il cherche peut-être à profiter du départ de Ragnall pour l'Angleterre la même année. Ses troupes affrontent les Vikings près d'Islandbridge (en), dans le comté de Dublin. Sihtric remporte une victoire écrasante, durant laquelle six rois irlandais trouvent la mort :
- Áed mac Eochocáin, roi d'Ulster ;
- Máel Mithig mac Flannacain, roi de Brega ;
- Mael Craibe mac Duibsinig, roi d'Airgíalla ;
- Conchobar mac Flainn, roi de Mide ;
- Cellach mac Fogartaig, roi de Brega du Sud ;
- Niall Glúndub, roi d'Ailech et haut-roi d'Irlande.

Cette victoire permet d'asseoir la domination des Uí Ímair sur Dublin et Waterford.
À la suite de cette victoire, les Vikings conservent le contrôle de Dublin pour une période de deux siècles et demi, bien que de nombreux conflits subsisteront entre la colonie de Dublin et les forces irlandaises.